# The Divergent Series: Allegiant
The Divergent Series: Allegiant (bra: A Série Divergente: Convergente; prt: Convergente: Parte 1)  é um filme estadunidense de 2016, dos gêneros ficção científica e aventura, dirigido por Robert Schwentke, com roteiro de Noah Oppenheim, Adam Cooper, Bill Collage e Stephen Chbosky baseado no livro Convergente, de Veronica Roth.  
Este penúltimo filme da trilogia Divergente e sequência direta de The Divergent Series: Insurgent é estrelado por Shailene Woodley, Theo James, Octavia Spencer, Ray Stevenson, Zoë Kravitz, Miles Teller, Ansel Elgort, Naomi Watts e Jeff Daniels.

## Sinopse
Após as revelações que abalaram Chicago em Insurgente,  Tris (Shailene Woodley) e Quatro (Theo James) querem sair da cidade e ver o que há além do muro. Pela primeira vez, eles irão deixar a cidade e a única família que já conheceram para trás, a fim de encontrarem uma solução lógica e pacífica para os conflitos na cidade. Uma vez fora, descobertas antigas serão rapidamente expostas e segredos chocantes vão ser revelados. Tris e Quatro agora devem decidir rapidamente em quem podem confiar numa batalha cruel, que infla e, que vai além dos muros de Chicago, e que pode abalar toda a humanidade. A fim de se salvar e a todos, Tris será forçada a fazer escolhas impossíveis de coragem, sacrifício, amor e lealdade. Ultrapasse os limites do seu mundo.

## Elenco
- Shailene Woodley como Beatrice "Tris" Prior
- Theo James como Tobias Eaton "Quatro"
- Naomi Watts como Evelyn-Johnson Eaton
- Jeff Daniels como David
- Octavia Spencer como Johanna Reyes
- Zoë Kravitz como Christina
- Miles Teller como Peter Hayes
- Ansel Elgort como Caleb Prior
- Daniel Dae Kim como Jack Kang
- Ray Stevenson como Marcus Eaton
- Keiynan Lonsdale como Uriah Pedrad
- Mekhi Phifer como Max
- Maggie Q como Tori Wu
- Jonny Weston como Edgar
- Bill Skarsgård como Matthew
- Nadia Hilker como Juanita "Nita"